# União Interparlamentar

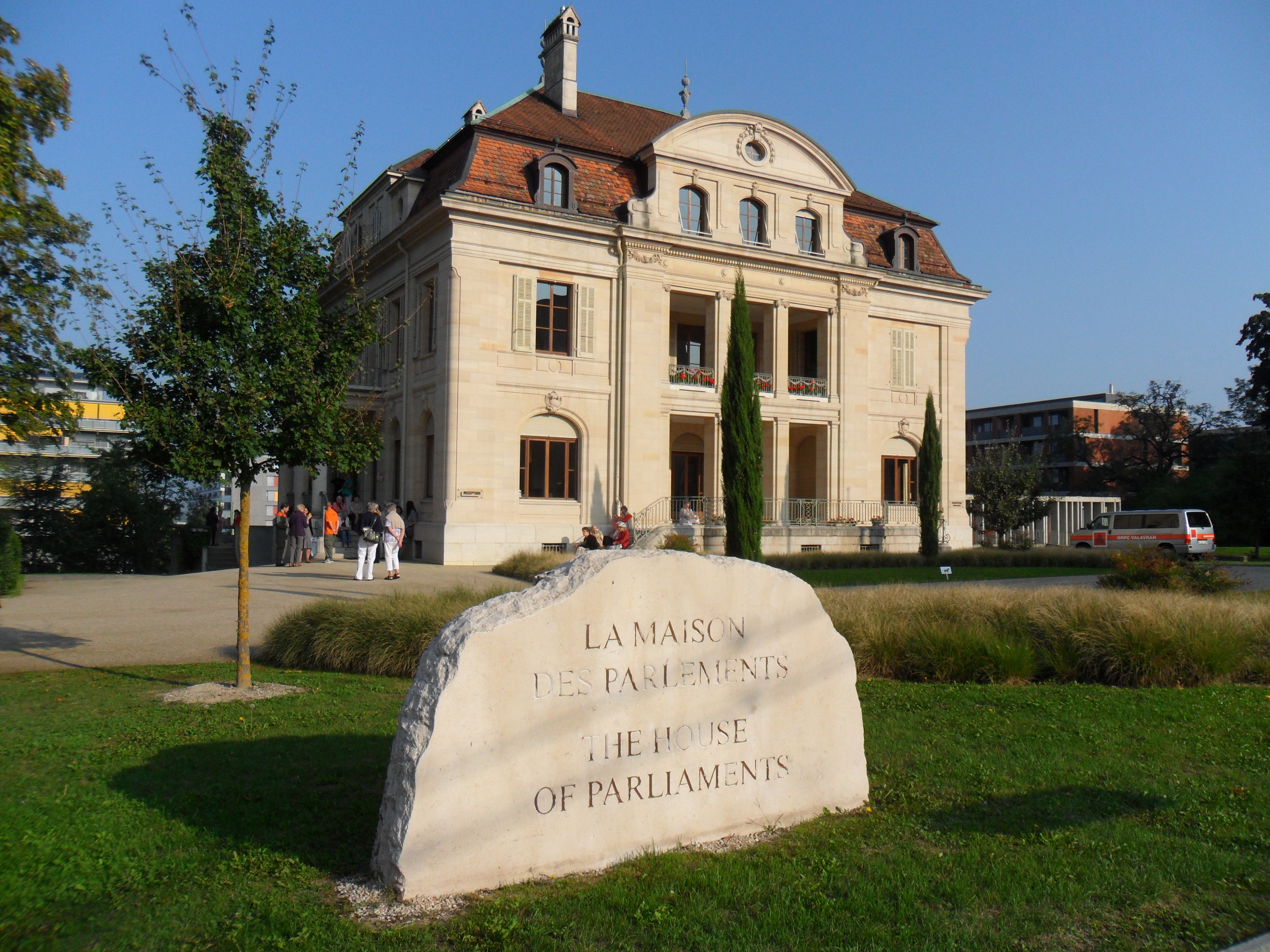
A Casa dos Parlamentos, palacete da sede da instituição

A União Interparlamentar (UIP — ou IPU, em inglês) é uma organização internacional dos parlamentos dos Estados soberanos, cujo objectivo é mediar os contactos multilaterais dos parlamentares.

## História
A UIP foi fundada em 1889, por iniciativa do inglês William Randal Cremer e do francês Frédéric Passy, que, entusiasmados pelos valores pacifistas e idealistas da época, vislumbraram uma organização onde os conflitos fossem resolvidos por meio de uma arbitragem internacional.
Ao longo da sua história, a UIP teve um papel pouco relevante, sobretudo porque os diversos sistemas internacionais em que esteve inserida privilegiaram sempre uma perspectiva “Estado-central” em detrimento de outros sistemas, principalmente quando muitos parlamentos só serviam para referendar as decisões dos respectivos governos. No entanto, essa realidade não impediu o diálogo entre parlamentares dos mais diversos países. 
Só a partir do final da Guerra Fria é que a UIP começou a ter outro tipo de actuação, devido sobretudo a um dos seus princípios básicos: a resolução pacífica de conflitos internacionais por meio da acção concreta de parlamentares de todo o mundo, ou seja, uma diplomacia parlamentar efectiva.
A UIP actua preferencialmente nas seguintes áreas: democracia representativa, paz e segurança internacionais desenvolvimento sustentável, direitos humanos e direito humanitário, igualdade de géneros, comércio internacional e educação, ciência e cultura.